# Phyllonorycter cerasinella
Phyllonorycter cerasinella är en fjärilsart som först beskrevs av Carl Reutti 1853.  Phyllonorycter cerasinella ingår i släktet guldmalar, och familjen styltmalar.
Artens utbredningsområde är:
- Albanien.
- Österrike.
- Belgien.
- Bulgarien.
- Tjeckien.
- Frankrike.
- Tyskland.
- Ungern.
- Italien.
- Polen.
- Portugal.
- Rumänien.
- Spanien.
- Schweiz.
- Ukraina.

Inga underarter finns listade i Catalogue of Life.